# Harmony (2015)
Harmony (ハーモニー, Hāmonī) é um filme de animação japonês realizado por Michael Arias e Takashi Nakamura, e produzido pelo Studio 4°C, com base no romance homónimo de Project Itoh. Estreou-se no Japão a 13 de novembro de 2015. Há também dois filmes de animes que foram baseados no manga, intitulados: Shisha no Teikoku, que estreou-se a 2 de outubro de 2015, e Gyakusatsu Kikan, que ainda está em produção.

## Elenco
- Miyuki Sawashiro
- Reina Ueda
- Aya Suzaki
- Yoshiko Sakakibara
- Akio Ohtsuka
- Shin-ichiro Miki
- Yūichi Nagashima
- Junpei Morita